# Harry Revel
Pour les articles homonymes, voir Revel.
Harry Revel, né le 21 décembre 1905 à Londres et mort à New-York le 3 novembre 1958, est un compositeur britannique de comédies musicales.

## Biographie
Harry Revel est le fils de Rosa Revel et a un frère nommé Sam et une sœur nommée Reni. Il a d'abord reçu des leçons de piano à l'âge de neuf ans et suit les cours de la Guild Hall of Music de Londres, puis se rend en Autriche et en Allemagne, avant de rejoindre un orchestre parisien, avec qui il part en tournée en Europe. À quinze ans, il publie sa première chanson, Oriental Eyes. Avant d'émigrer aux États-Unis en 1929, Harry Revel écrit des comédies musicales pour des productions à Londres, Paris, Copenhague et Vienne.
Une fois aux États-Unis, il travaille à Broadway, écrit les partitions pour Ziegfeld Follies de 1931 , Meet My Sister et Faisons les fous (film, 1948) (Are You With It?). Il se rend ensuite à Hollywood où il collabore avec les studios Paramount Pictures et 20th Century Fox. 
Il écrit des partitions pour les films dans les années 1930 : Sitting Pretty, Broadway Through a Keyhole (Doin' the Uptown Lowdown), We're Not Dressing, Elle ne m'aime pas (She Loves Me Not), Shoot the Works, College Rhythm, Love in Bloom, Paris in the Spring, Harmonie volée (Stolen Harmony), Two for Tonight, Collegiate, Stowaway, Pauvre petite fille riche, Nuits d'Arabie (1937), Fantôme radiophonique (Wake Up and Live), Brelan d'as, La Dame en bleu (Head Over Heels), Love and Kisses, Four Jacks and a Jill et L'amour frappe André Hardy (1938).
Harry Revel a collaboré avec les paroliers Mack Gordon, Mort Greene, Paul Francis Webster , Buddy Feyne et Arnold Horwitt .  En 1934, il est apparu dans Hollywood Rhythm, un court métrage montrant la collaboration de Mack Gordon et Harry Revel pendant la composition de la partition de College Rhythm. À partir de 1939, il écrit de nombreuses chansons, y compris pour Shirley Temple, Bing Crosby, Fred Astaire et Ginger Rogers. En 1943, il est nommé pour l'Oscar de la meilleure chanson originale avec Mort Greene pour la chanson When There’s a Breeze on Lake Louise du film The Mayor of 44th Street . 1945, il est de nouveau nommé aux Oscars pour Remember Me to Carolina du film Le Troubadour de Broadway|Minstrel Man, une première pour le studio à petit budget Producers Releasing Corporation.
Revel meurt d'une hémorragie cérébrale à New York en 1958. Il entre au Songwriters Hall of Fame en 1970.

## Œuvres principales
- 1982 : Blues in the Night, revue musicale avec des chansons de Harry Revel
- 1947 : Music Out of the Moon, album
- 1945-1946 : Faisons les fous (Are You With It?), comédie musicale de Jack Hively
- 1942 : À nous la marine (Call Out the Marines), film
- 1932 : Smiling Faces, comédie musicale
- 1932 : Marching By, comédie musicale
- 1931 : Fast and Furious, comédie musicale de Charles Lamont
- 1931 : Ziegfeld Follies of 1931, comédie musicale

## Source de traduction
- (en) Cet article est partiellement ou en totalité issu de l’article de Wikipédia en anglais intitulé « Harry Revel » (voir la liste des auteurs).